# Либиг (гора)
Либиг (англ. Liebig) — гора в центральной Австралии. Расположена чуть севернее южного тропика и примерно на 300 километров западнее Алис-Спрингса. Высота — 1267 метров. Самая высокая вершина хребта Мак-Доннел. Ближайшее крупное озеро — пересыхающее Маккай. Название горной вершине в честь немецкого ученого Юстуса фон Либиха дал исследователь Эрнест Джайлс.